# Xiaomi Mi 9 SE
Xiaomi Mi 9 SE — компактний смартфон компанії Xiaomi, анонсований 20 лютого 2019 року на MWC 2019 разом з Xiaomi Mi 9. Є спрощеною та зменшеною версією Mi 9.

## Дизайн
Задня панель та екран виконані зі скла. Бокова частина смартфона виконана з алюмінію.
Ззаду Mi 9 SE схожий на старшу модель Mi 9, але має пласке скло, а не загнуте як у старшої моделі.
Знизу знаходяться роз'єм USB-C, динамік та стилізований під динамік мікрофон. Зверху розташовані другий мікрофон та ІЧ-порт. З лівого боку смартфона знаходиться слот під 2 SIM-картки. З правого боку знаходяться кнопки регулювання гучності та кнопка блокування смартфону.
В Україні Xiaomi Mi 9 SE продавався в 3 кольорах: Чорний рояль, Голубий океан та Фіолетова лаванда.

## Технічні харктеристики

### Платформа
Смартфон першим отримав процесор Qualcomm Snapdragon 712, що працює в парі з графічним процесором Adreno 616.

### Батарея
Батарея отримала об'єм 3070 мА·год та підтримку 18-ватної швидкої зарядки.

### Камера
Пристрій отримав основну потрійну камеру 48 Мп, f/1.8 (ширококутний) + 8 Мп, f/2.4 (телеоб'єктив) + 13 Мп, f/2.4 (ультраширококутний) з автофокусом та здатністю запису відео в роздільній здатності 4K@30fps. Фронтальна камера отримала роздільну здатність 20 Мп, діафрагму f/2.0 (ширококутний) та здатність запису відео в роздільності 1080p@30fps.

### Екран
Екран AMOLED, 5.97", FullHD+ (2340 × 1080) зі щільністю пікселів 432 ppi, співвідношенням сторін 19.5:9 та краплеподібним вирізом під фронтальну камеру. Також в екран вмонтований сканер відбитку пальця.

### Пам'ять
Смартфон продавався в комплектаціях 6/64 та 6/128 ГБ.

### Програмне забезпечення
Mi 9 SE був випущений на MIUI 10 на базі Android 9 Pie. Був оновлений до MIUI 12.5 на базі Android 11.